# Выборы губернатора Кемеровской области (2018)
Досрочные выборы губернатора Кемеровской области состоялись в Кемеровской области 9 сентября 2018 года в единый день голосования.
На 1 июля 2018 года в Кемеровской области было зарегистрировано 2 021 359 избирателей. Председатель Областной избирательной комиссии — Пётр Евгеньевич Батырев. До 11 июня 2018 года председателем был Юрий Петрович Емельянов.

## Предшествующие события
С 1997 года администрацию Кемеровской области возглавлял Аман Тулеев. 1 июля 1997 президент Борис Ельцин указом сменил главу администрации Кемеровской области — Михаил Кислюк был отправлен в отставку, а вместо него на должность был назначен председатель Заксобрания Кемеровской области Аман Тулеев. На тот момент уже завершался процесс перехода к выборности глав регионов (17 сентября 1995 года был принят указ президента, определявший срок выборов назначенных ранее глав регионов) и это назначение стало последним назначением главы администрации. Законодательная база для проведения первых выборов главы администрации была подготовлена при администрации Михаила Кислюка — 5 июня 1997 был принят закон «О выборах Губернатора Кемеровской области», а 23 июня областное заксобрание назначило выборы губернатора Кемеровской области на 19 октября 1997 года.
На этих выборах Аман Тулеев одержал победу, набрав 94,5 % голосов избирателей. Он был избран на 4 года.
Срок полномочий Тулеева истекал в октябре 2001 года, однако 25 января 2001 года Тулеев досрочно ушёл в отставку, чтобы совместить губернаторские выборы с муниципальными. Обязанности губернатора до выборов исполнял первый заместитель главы области Валентин Мазикин. На состоявшихся 22 апреля 2001 года досрочных выборах Тулеев набрал 93,54 % голосов и был переизбран на следующие 4 года.
С 1 января 2005 года вступил в силу новый порядок наделения полномочиями глав регионов — их должны были утверждать заксорбрания регионов по представлению президента. Второй губернаторский срок Тулеева истекал в апреле 2006 года, однако 1 апреля 2005 года на встрече с Владимиром Путиным он обратился к президенту с вопросом о доверии. 14 апреля президент представил кандидатуру Кемеровскому областному совету, который 20 апреля единогласно (поскольку все 35 депутатов были избраны от блока «Служу Кузбассу», сформированного при активном участии самого губернатора) утвердил Тулеева губернатором Кемеровской области на срок в 5 лет.
20 апреля 2010 года по представлению президента России Дмитрия Медведева Тулеев вновь был наделён полномочиями губернатора Кемеровской области на следующие 5 лет. В 2012 году президент России Дмитрий Медведев принял закон, вернувший в России прямые выборы глав регионов.
20 апреля 2015 года истекал четвёртый губернаторский срок Амана Тулеева. Однако 16 апреля 2015 года президент России Владимир Путин назначал Тулеева и.о. губернатора Кемеровской области до вступления в должность лица, избранного на выборах в сентябре.
Федеральный закон, запрещавший занимать одному человеку должность главы субъекта федерации больше двух сроков, не позволял Тулееву баллотироваться вновь. Однако закон не уточнял, как отсчитывать эти сроки после возвращения прямых выборов губернаторов. В апреле 2015 года депутаты Госдумы предложили внести поправки в закон, позволившие бы считать первым сроком тот, который начался после изменения выборного законодательства летом 2012 года. 30 июля президент Владимир Путин подписал закон. Таким образом Тулеев получил возможность избираться ещё на два срока.
13 сентября 2015 на выборах губернатора Кемеровской области победил Аман Тулеев.
1 апреля 2018 года губернатор Кемеровской области Аман Тулеев ушёл в отставку из-за произошедшего пожара в торговом центре «Зимняя вишня».. Через несколько часов Владимир Путин принял отставку Амана Тулеева. Временно исполняющим обязанности губернатора Кемеровской области указом Президента назначен Сергей Цивилёв.

## Ключевые даты
- 5 июня 2018 года Совет народных депутатов Кемеровской области назначил выборы на единственно возможную дату — 9 сентября 2018 года (единый день голосования)[14]
  - 7 июня должен быть опубликован расчёт числа подписей, необходимых для регистрации кандидата
  - следующие 30 дней (до 13 июля) — период выдвижения кандидатов
  - агитационный период начинается со дня выдвижения кандидата и прекращается за одни сутки до дня голосования
- со дня выдвижения по 30 июля — период сбора подписей муниципальных депутатов
- с 20 июля по 30 июля — регистрация заявлений кандидатов в избирательной комиссии. К заявлениям должны прилагаться листы с подписями муниципальных депутатов.
- с 11 августа по 7 сентября — период агитации в СМИ
- 8 сентября — день тишины
- 9 сентября — день голосования.[15]

## Выдвижение и регистрации кандидатов
С декабря 2012 года действует новый порядок формирования Совета Федерации. Так каждый кандидат на должность губернатора при регистрации должен представить список из трёх человек, первый из которых, в случае избрания кандидата, станет сенатором в Совете Федерации от правительства региона.

### Право выдвижения
Губернатором может быть избран гражданин Российской Федерации, достигший возраста 30 лет. Одно и то же лицо не может занимать должность губернатора более двух сроков подряд. В Кемеровской области допустимо как выдвижение кандидатов политическими партиями, так и самовыдвижение. У кандидата не должно быть гражданства иностранного государства либо вида на жительство в какой-либо иной стране.

### Муниципальный фильтр
1 июня 2012 года вступил в силу закон, вернувший прямые выборы глав субъектов Российской Федерации. Однако был введён так называемый муниципальный фильтр. Всем кандидатам на должность главы субъекта РФ (как выдвигаемых партиями, так и самовыдвиженцам), согласно закону, требуется собрать в свою поддержку от 5 % до 10 % подписей от общего числа муниципальных депутатов и избранных на выборах глав муниципальных образований, в числе которых должно быть от 5 до 10 депутатов представительных органов муниципальных районов и городских округов и избранных на выборах глав муниципальных районов и городских округов. Муниципальным депутатам представлено право поддержать только одного кандидата.
В Кемеровской области кандидаты должны собрать подписи 8 % муниципальных депутатов и глав муниципальных образований. Среди них должны быть подписи депутатов районных и городских советов и (или) глав районов и городских округов в количестве 8 % от их общего числа. Кроме того, кандидат должен получить подписи не менее чем в трёх четвертях районов и городских округов, то есть в 25 из 34. Теоретически максимально возможное количество кандидатов в губернаторы — 12.

## Кандидаты
19 апреля 2018 года ЕР выдвинула две кандидатуры на праймериз Сергея Цивилёва и Вячеслава Анатольевича Петрова
1 июня 2018 кандидатом в губернаторы от КПРФ был определён Владимир Карпов .
2 июня 2018 года Владимир Машков согласился возглавить избирательный штаб Сергея Цивилёва на выборах губернатора Кемеровской области.
14 июня 2018 Эдуард Балабан объявил о своем решении идти на выборы как самовыдвиженец. 29 июня 2018 года Партия Роста выдвинула бизнес-омбудсмена Елену Латышенко.
| Выдвинутые кандидаты | Выдвинутые кандидаты                                             | Выдвинутые кандидаты                                          | Выдвинутые кандидаты | Выдвинутые кандидаты | Выдвинутые кандидаты | Выдвинутые кандидаты                              | Выдвинутые кандидаты |
| Кандидат             | Деятельность/должность (на момент выдвижения)                    | Субъект выдвижения                                            | Год рождения         | Статус               | Дата выдвижения      | Кандидаты в Совет Федерации                       |                      |
| -------------------- | ---------------------------------------------------------------- | ------------------------------------------------------------- | -------------------- | -------------------- | -------------------- | ------------------------------------------------- | -------------------- |
| Эдуард Балабан       | директор по развитию ООО Гарант                                  | самовыдвижение                                                | 1974                 | отказ в регистрации  | 14 июня 2018         |                                                   |                      |
| Аксинья Гурьянова    | Генеральный директор ООО НК РЭТ                                  | Партия Социальных Реформ-Прибыль от природных ресурсов-Народу | 1978                 | отказ в регистрации  | 3 июля 2018          |                                                   |                      |
| Владимир Карпов      | секретарь обкома КПРФ                                            | КПРФ                                                          | 1950                 | зарегистрирован      | 3 июля 2018          |                                                   |                      |
| Елена Латышенко      | Уполномоченный по защите предпринимателей Кемеровской области    | Партия Роста                                                  | 1975                 | зарегистрирована     | 2 июля 2018          |                                                   |                      |
| Татьяна Протас       | Генеральный директор ООО Сибинжиниринг                           | Справедливая Россия                                           | 1969                 | зарегистрирована     | 3 июля 2018          |                                                   |                      |
| Юрий Скворцов        | депутат Кемеровского горсовета                                   | «Патриоты России»                                             | 1963                 | зарегистрирован      | 27 июня 2018         |                                                   |                      |
| Виктор Смирнов       | пенсионер                                                        | самовыдвижение                                                | 1967                 | отказ в регистрации  | 20 июня 2018         |                                                   |                      |
| Игорь Украинцев      | депутат облсовета                                                | ЛДПР                                                          | 1986                 | зарегистрирован      | 14 июня 2018         |                                                   |                      |
| Сергей Цивилёв       | временно исполняющий обязанности Губернатора Кемеровской области | Единая Россия                                                 | 1961                 | зарегистрирован      | 27 июня 2018         | Алексей Синицын Дмитрий Кузьмин Николай Сенчуров. |                      |
| Елена Щекелина       | индивидуальный предприниматель                                   | самовыдвижение                                                | 1977                 | отказ в регистрации  | 20 июня 2018         |                                                   |                      |

## Предвыборная агитация
6 августа 2018 года состоялась жеребьёвка рекламного времени кандидатов в губернаторы Кемеровской области в средствах массовой информации. Кандидаты и уполномоченные представители кандидатов разыграли печатную площадь в областной газете «Кузбасс» и тайм-слоты эфирного времени "Государственной телевизионной и радиовещательной компании «Кузбасс» и Губернским телевизионным и радиовещательным каналом «Кузбасс».

## Результаты
| Место                       | Место                       | Кандидат                    | Партия                      | Голосов   | %       |
| --------------------------- | --------------------------- | --------------------------- | --------------------------- | --------- | ------- |
|                             | 1.                          | Сергей Цивилёв              | Единая Россия               | 1 084 392 | 81,29 % |
|                             | 2.                          | Игорь Украинцев             | ЛДПР                        | 66 537    | 4,99 %  |
|                             | 3.                          | Владимир Карпов             | КПРФ                        | 66 005    | 4,95 %  |
|                             | 4.                          | Татьяна Протас              | Справедливая Россия         | 44 853    | 3,36 %  |
|                             | 5.                          | Юрий Скворцов               | Патриоты России             | 30 680    | 2,30 %  |
|                             | 6.                          | Елена Латышенко             | Партия Роста                | 18 432    | 1,38 %  |
| Действительных бюллетеней   | Действительных бюллетеней   | Действительных бюллетеней   | Действительных бюллетеней   | 1 310 899 | 98,27 % |
| Недействительных бюллетеней | Недействительных бюллетеней | Недействительных бюллетеней | Недействительных бюллетеней | 23 027    | 1,73 %  |
| Всего                       | Всего                       | Всего                       | Всего                       | 1 333 926 | 100 %   |
|                             |                             |                             |                             |           |         |
| Явка                        | Явка                        | Явка                        | Явка                        | 1 333 926 | 66,29 % |
| Общее число избирателей     | Общее число избирателей     | Общее число избирателей     | Общее число избирателей     | 2 012 208 |         |

17 сентября 2018 года Сергей Цивилёв вступил в должность 